# ساروس خورشیدی ۱۳۰
ساروس ۱۳۰ دوره‌ای زمانی با چرخه‌ای حدود ۱۸ سال و ۱۱ روز و ۸ ساعت (تقریباً ۶۵۸۵ و یک سوم روز) است که شامل ۷۳ خورشیدگرفتگی می‌شود.

## رخدادها
| ساروس | عضو | تاریخ                       | زمان (بزرگ‌ترین) ساعت هماهنگ جهانی | نوع  | مکان طول و عرض جغرافیایی | گاما    | قدر    | گُستره (km) | مدت زمان (دقیقه: ثانیه) | منبع |
| ----- | --- | --------------------------- | --------------------------------- | ---- | ------------------------ | ------- | ------ | ---------- | ----------------------- | ---- |
| ۱۳۰   | ۱   | ۲۰ اوت ۱۰۹۶                 | ۱۸:۳۵:۳۵                          | جزئی | 61.4S 164.7W             | -1.511  | 0.0743 |            |                         |      |
| ۱۳۰   | ۲   | ۱ سپتامبر ۱۱۱۴              | ۱:۵۷:۴۹                           | جزئی | 61.1S 75.7E              | -1.4527 | 0.1773 |            |                         |      |
| ۱۳۰   | ۳   | ۱۱ سپتامبر ۱۱۳۲             | ۹:۲۹:۱۳                           | جزئی | 60.9S 46.1W              | -1.4007 | 0.2695 |            |                         |      |
| ۱۳۰   | ۴   | ۲۲ سپتامبر ۱۱۵۰             | ۱۷:۱۲:۰۱                          | جزئی | 60.9S 170.7W             | -1.3568 | 0.3471 |            |                         |      |
| ۱۳۰   | ۵   | ۳ اکتبر ۱۱۶۸                | ۱:۰۴:۲۴                           | جزئی | 61.1S 62.2E              | -1.3197 | 0.4129 |            |                         |      |
| ۱۳۰   | ۶   | ۱۴ اکتبر ۱۱۸۶               | ۹:۰۶:۰۱                           | جزئی | 61.4S 67.1W              | -1.2891 | 0.467  |            |                         |      |
| ۱۳۰   | ۷   | ۲۴ اکتبر ۱۲۰۴               | ۱۷:۱۶:۴۰                          | جزئی | 61.9S 161.2E             | -1.265  | 0.5097 |            |                         |      |
| ۱۳۰   | ۸   | ۵ نوامبر ۱۲۲۲               | ۱:۳۵:۴۵                           | جزئی | 62.5S 27.2E              | -1.2474 | 0.5408 |            |                         |      |
| ۱۳۰   | ۹   | ۱۵ نوامبر ۱۲۴۰              | ۱۰:۰۱:۰۴                          | جزئی | 63.3S 108.5W             | -1.2339 | 0.5649 |            |                         |      |
| ۱۳۰   | ۱۰  | ۲۶ نوامبر ۱۲۵۸              | ۱۸:۳۱:۲۶                          | جزئی | 64.2S 114.3E             | -1.2239 | 0.5826 |            |                         |      |
| ۱۳۰   | ۱۱  | ۷ دسامبر ۱۲۷۶               | ۳:۰۵:۲۸                           | جزئی | 65.2S 24.2W              | -1.2165 | 0.596  |            |                         |      |
| ۱۳۰   | ۱۲  | ۱۸ دسامبر ۱۲۹۴              | ۱۱:۴۲:۱۴                          | جزئی | 66.3S 163.8W             | -1.2108 | 0.6064 |            |                         |      |
| ۱۳۰   | ۱۳  | ۲۸ دسامبر ۱۳۱۲              | ۲۰:۱۷:۵۸                          | جزئی | 67.4S 56.4E              | -1.2038 | 0.6192 |            |                         |      |
| ۱۳۰   | ۱۴  | ۹ ژانویه ۱۳۳۱               | ۴:۵۳:۲۲                           | جزئی | 68.4S 83.8W              | -1.1961 | 0.6333 |            |                         |      |
| ۱۳۰   | ۱۵  | ۱۹ ژانویه ۱۳۴۹              | ۱۳:۲۴:۴۲                          | جزئی | 69.5S 136.3E             | -1.1847 | 0.6546 |            |                         |      |
| ۱۳۰   | ۱۶  | ۳۰ ژانویه ۱۳۶۷              | ۲۱:۵۳:۱۳                          | جزئی | 70.4S 3.5W               | -1.1704 | 0.6812 |            |                         |      |
| ۱۳۰   | ۱۷  | ۱۰ فوریه ۱۳۸۵               | ۶:۱۴:۲۶                           | جزئی | 71.1S 142.1W             | -1.1498 | 0.7198 |            |                         |      |
| ۱۳۰   | ۱۸  | ۲۱ فوریه ۱۴۰۳               | ۱۴:۳۱:۴۲                          | جزئی | 71.7S 79.8E              | -1.1253 | 0.766  |            |                         |      |
| ۱۳۰   | ۱۹  | ۳ مارس ۱۴۲۱                 | ۲۲:۴۰:۳۴                          | جزئی | 72S 56.6W                | -1.0933 | 0.8265 |            |                         |      |
| ۱۳۰   | ۲۰  | ۱۵ مارس ۱۴۳۹                | ۶:۴۳:۳۴                           | جزئی | 72.1S 168.3E             | -1.0559 | 0.898  |            |                         |      |
| ۱۳۰   | ۲۱  | ۲۵ مارس ۱۴۵۷                | ۱۴:۳۸:۱۶                          | جزئی | 71.9S 35.4E              | -1.0107 | 0.9845 |            |                         |      |
| ۱۳۰   | ۲۲  | ۵ آوریل ۱۴۷۵                | ۲۲:۲۷:۴۲                          | کامل | 60.5S 123.6W             | -۰٫۹۶۰۷ | ۱٫۰۳۱  | ۳۸۶        | ۲ دقیقه و ۸ ثانیه       |      |
| ۱۳۰   | ۲۳  | ۱۶ آوریل ۱۴۹۳               | ۶:۱۰:۲۰                           | کامل | 49.5S 107.3E             | -۰٫۹۰۴۲ | ۱٫۰۳۹۱ | ۳۰۸        | ۳ دقیقه و ۰ ثانیه       |      |
| ۱۳۰   | ۲۴  | ۲۷ آوریل ۱۵۱۱               | ۱۳:۴۷:۲۴                          | کامل | 40S 14.7W                | -۰٫۸۴۲۵ | ۱٫۰۴۶۳ | ۲۸۶        | ۳ دقیقه و ۵۰ ثانیه      |      |
| ۱۳۰   | ۲۵  | ۷ مه ۱۵۲۹                   | ۲۱:۱۹:۵۰                          | کامل | 31.3S 133.1W             | -۰٫۷۷۶  | ۱٫۰۵۲۶ | ۲۷۶        | ۴ دقیقه و ۳۸ ثانیه      |      |
| ۱۳۰   | ۲۶  | ۱۹ مه ۱۵۴۷                  | ۴:۴۸:۵۸                           | کامل | 23.5S 110.7E             | -۰٫۷۰۶  | ۱٫۰۵۸۱ | ۲۷۰        | ۵ دقیقه و ۲۲ ثانیه      |      |
| ۱۳۰   | ۲۷  | ۲۹ مه ۱۵۶۵                  | ۱۲:۱۵:۰۰                          | کامل | 16.5S 3.7W               | -۰٫۶۳۲۹ | ۱٫۰۶۲۹ | ۲۶۶        | ۵ دقیقه و ۵۷ ثانیه      |      |
| ۱۳۰   | ۲۸  | ۱۹ ژوئن ۱۵۸۳                | ۱۹:۳۹:۳۲                          | کامل | 10.4S 116.9W             | -۰٫۵۵۸۱ | ۱٫۰۶۶۷ | ۲۶۲        | ۶ دقیقه و ۲۳ ثانیه      |      |
| ۱۳۰   | ۲۹  | ۳۰ ژوئن ۱۶۰۱                | ۳:۰۳:۵۹                           | کامل | 5.3S 130.7E              | -۰٫۴۸۲۶ | ۱٫۰۶۹۷ | ۲۵۹        | ۶ دقیقه و ۳۷ ثانیه      |      |
| ۱۳۰   | ۳۰  | ۱۱ ژوئیه ۱۶۱۹               | ۱۰:۲۹:۵۹                          | کامل | 1.3S 18.6E               | -۰٫۴۰۷۷ | ۱٫۰۷۱۸ | ۲۵۵        | ۶ دقیقه و ۴۱ ثانیه      |      |
| ۱۳۰   | ۳۱  | ۲۱ ژوئیه ۱۶۳۷               | ۱۷:۵۷:۰۸                          | کامل | 1.8N 93.4W               | -۰٫۳۳۳۵ | ۱٫۰۷۳۱ | ۲۵۱        | ۶ دقیقه و ۳۷ ثانیه      |      |
| ۱۳۰   | ۳۲  | ۲ اوت ۱۶۵۵                  | ۱:۲۸:۳۶                           | کامل | 3.7N 154E                | -۰٫۲۶۲۵ | ۱٫۰۷۳۵ | ۲۴۷        | ۶ دقیقه و ۲۸ ثانیه      |      |
| ۱۳۰   | ۳۳  | ۱۲ اوت ۱۶۷۳                 | ۹:۰۴:۰۵                           | کامل | 4.6N 40.6E               | -۰٫۱۹۴۶ | ۱٫۰۷۳۱ | ۲۴۲        | ۶ دقیقه و ۱۵ ثانیه      |      |
| ۱۳۰   | ۳۴  | ۲۳ اوت ۱۶۹۱                 | ۱۶:۴۵:۵۷                          | کامل | 4.5N 74.3W               | -۰٫۱۳۱۷ | ۱٫۰۷۲  | ۲۳۶        | ۶ دقیقه و ۱ ثانیه       |      |
| ۱۳۰   | ۳۵  | ۴ سپتامبر ۱۷۰۹              | ۰:۳۲:۲۶                           | کامل | 3.7N 169.7E              | -۰٫۰۷۲۵ | ۱٫۰۷۰۳ | ۲۲۹        | ۵ دقیقه و ۴۷ ثانیه      |      |
| ۱۳۰   | ۳۶  | ۱۵ سپتامبر ۱۷۲۷             | ۸:۲۷:۳۱                           | کامل | 2.2N 51.4E               | -۰٫۰۲۰۲ | ۱٫۰۶۸۱ | ۲۲۲        | ۵ دقیقه و ۳۳ ثانیه      |      |
| ۱۳۰   | ۳۷  | ۲۵ سپتامبر ۱۷۴۵             | ۱۶:۲۸:۵۶                          | کامل | 0.3N 68.6W               | ۰٫۰۲۶۹  | ۱٫۰۶۵۵ | ۲۱۴        | ۵ دقیقه و ۲۱ ثانیه      |      |
| ۱۳۰   | ۳۸  | ۷ اکتبر ۱۷۶۳                | ۰:۳۹:۰۴                           | کامل | 2S 169.1E                | ۰٫۰۶۶۶  | ۱٫۰۶۲۷ | ۲۰۶        | ۵ دقیقه و ۹ ثانیه       |      |
| ۱۳۰   | ۳۹  | ۱۷ اکتبر ۱۷۸۱               | ۸:۵۵:۵۹                           | کامل | 4.3S 45.1E               | ۰٫۱۰۰۷  | ۱٫۰۵۹۶ | ۱۹۷        | ۴ دقیقه و ۵۹ ثانیه      |      |
| ۱۳۰   | ۴۰  | ۲۸ اکتبر ۱۷۹۹               | ۱۷:۲۱:۴۶                          | کامل | 6.7S 81.3W               | ۰٫۱۲۷۴  | ۱٫۰۵۶۶ | ۱۸۸        | ۴ دقیقه و ۵۰ ثانیه      |      |
| ۱۳۰   | ۴۱  | ۹ نوامبر ۱۸۱۷               | ۱:۵۳:۵۳                           | کامل | 8.9S 150.9E              | ۰٫۱۴۸۷  | ۱٫۰۵۳۶ | ۱۷۹        | ۴ دقیقه و ۴۲ ثانیه      |      |
| ۱۳۰   | ۴۲  | ۲۰ نوامبر ۱۸۳۵              | ۱۰:۳۱:۵۸                          | کامل | 10.7S 21.6E              | ۰٫۱۶۴۹  | ۱٫۰۵۱  | ۱۷۱        | ۴ دقیقه و ۳۵ ثانیه      |      |
| 130   | 43  | November ۳۰, ۱۸۵۳           | ۱۹:۱۵:۳۹                          | کامل | 12S 109W                 | ۰٫۱۷۶۳  | ۱٫۰۴۸۵ | ۱۶۴        | ۴ دقیقه و ۲۸ ثانیه      |      |
| ۱۳۰   | ۴۴  | خورشیدگرفتگی ۱۲ دسامبر ۱۸۷۱ | ۴:۰۳:۳۸                           | کامل | 12.7S 119.4E             | ۰٫۱۸۳۶  | ۱٫۰۴۶۵ | ۱۵۷        | ۴ دقیقه و ۲۳ ثانیه      |      |
| ۱۳۰   | ۴۵  | خورشیدگرفتگی ۲۲ دسامبر ۱۸۸۹ | ۱۲:۵۴:۱۵                          | کامل | 12.7S 12.8W              | ۰٫۱۸۸۸  | ۱٫۰۴۴۹ | ۱۵۲        | ۴ دقیقه و ۱۸ ثانیه      |      |
| ۱۳۰   | ۴۶  | خورشیدگرفتگی ۳ ژانویه ۱۹۰۸  | ۲۱:۴۵:۲۲                          | کامل | 11.8S 145.1W             | ۰٫۱۹۳۴  | ۱٫۰۴۳۷ | ۱۴۹        | ۴ دقیقه و ۱۴ ثانیه      |      |
| ۱۳۰   | ۴۷  | خورشیدگرفتگی ۱۴ ژانویه ۱۹۲۶ | ۶:۳۶:۵۸                           | کامل | 10.1S 82.3E              | ۰٫۱۹۷۳  | ۱٫۰۴۳  | ۱۴۷        | ۴ دقیقه و ۱۱ ثانیه      |      |
| ۱۳۰   | ۴۸  | خورشیدگرفتگی ۲۵ ژانویه ۱۹۴۴ | ۱۵:۲۶:۴۲                          | کامل | 7.6S 50.2W               | ۰٫۲۰۲۵  | ۱٫۰۴۲۸ | ۱۴۶        | ۴ دقیقه و ۹ ثانیه       |      |
| ۱۳۰   | ۴۹  | خورشیدگرفتگی ۵ فوریه ۱۹۶۲   | ۰:۱۲:۳۸                           | کامل | 4.2S 178.1E              | ۰٫۲۱۰۷  | ۱٫۰۴۳  | ۱۴۷        | ۴ دقیقه و ۸ ثانیه       |      |
| ۱۳۰   | ۵۰  | خورشیدگرفتگی ۱۶ فوریه ۱۹۸۰  | ۸:۵۴:۰۱                           | کامل | 0.1S 47.1E               | ۰٫۲۲۲۴  | ۱٫۰۴۳۴ | ۱۴۹        | ۴ دقیقه و ۸ ثانیه       |      |
| ۱۳۰   | ۵۱  | خورشیدگرفتگی ۲۶ فوریه ۱۹۹۸  | ۱۷:۲۹:۲۷                          | کامل | 4.7N 82.7W               | ۰٫۲۳۹۱  | ۱٫۰۴۴۱ | ۱۵۱        | ۴ دقیقه و ۹ ثانیه       |      |
| ۱۳۰   | ۵۲  | خورشیدگرفتگی ۹ مارس ۲۰۱۶    | ۱:۵۸:۱۹                           | کامل | 10.1N 148.8E             | ۰٫۲۶۰۹  | ۱٫۰۴۵  | ۱۵۵        | ۴ دقیقه و ۹ ثانیه       |      |
| ۱۳۰   | ۵۳  | خورشیدگرفتگی ۲۰ مارس ۲۰۳۴   | ۱۰:۱۸:۴۵                          | کامل | 16.1N 22.2E              | ۰٫۲۸۹۴  | ۱٫۰۴۵۸ | ۱۵۹        | ۴ دقیقه و ۹ ثانیه       |      |
| ۱۳۰   | ۵۴  | خورشیدگرفتگی ۳۰ مارس ۲۰۵۲   | ۱۸:۳۱:۵۳                          | کامل | 22.4N 102.5W             | ۰٫۳۲۳۸  | ۱٫۰۴۶۶ | ۱۶۴        | ۴ دقیقه و ۸ ثانیه       |      |
| ۱۳۰   | ۵۵  | خورشیدگرفتگی ۱۱ آوریل ۲۰۷۰  | ۲:۳۶:۰۹                           | کامل | 29.1N 135.1E             | ۰٫۳۶۵۲  | ۱٫۰۴۷۲ | ۱۶۸        | ۴ دقیقه و ۴ ثانیه       |      |
| ۱۳۰   | ۵۶  | خورشیدگرفتگی ۲۱ آوریل ۲۰۸۸  | ۱۰:۳۱:۴۹                          | کامل | 36N 15.1E                | ۰٫۴۱۳۵  | ۱٫۰۴۷۴ | ۱۷۳        | ۳ دقیقه و ۵۸ ثانیه      |      |
| ۱۳۰   | ۵۷  | ۳ مه ۲۱۰۶                   | ۱۸:۱۹:۲۰                          | کامل | 43.1N 102.3W             | ۰٫۴۶۸۱  | ۱٫۰۴۷۲ | ۱۷۷        | ۳ دقیقه و ۴۷ ثانیه      |      |
| ۱۳۰   | ۵۸  | ۱۴ مه ۲۱۲۴                  | ۱:۵۹:۱۰                           | کامل | 50.3N 143.2E             | ۰٫۵۲۸۶  | ۱٫۰۴۶۴ | ۱۸۲        | ۳ دقیقه و ۳۴ ثانیه      |      |
| ۱۳۰   | ۵۹  | ۲۵ مه ۲۱۴۲                  | ۹:۳۲:۳۷                           | کامل | 57.4N 31.9E              | ۰٫۵۹۳۷  | ۱٫۰۴۴۹ | ۱۸۷        | ۳ دقیقه و ۱۷ ثانیه      |      |
| ۱۳۰   | ۶۰  | ۴ ژوئن ۲۱۶۰                 | ۱۶:۵۸:۳۶                          | کامل | 64.5N 74.9W              | ۰٫۶۶۴۵  | ۱٫۰۴۲۸ | ۱۹۲        | ۲ دقیقه و ۵۸ ثانیه      |      |
| ۱۳۰   | ۶۱  | ۱۶ ژوئن ۲۱۷۸                | ۰:۲۰:۴۲                           | کامل | 71N 175.3W               | ۰٫۷۳۷۸  | ۱٫۰۳۹۶ | ۱۹۸        | ۲ دقیقه و ۳۶ ثانیه      |      |
| ۱۳۰   | ۶۲  | ۲۶ ژوئن ۲۱۹۶                | ۷:۳۷:۴۰                           | کامل | 76.3N 97E                | ۰٫۸۱۴۹  | ۱٫۰۳۵۶ | ۲۰۸        | ۲ دقیقه و ۱۲ ثانیه      |      |
| ۱۳۰   | ۶۳  | ۸ ژوئیه ۲۲۱۴                | ۱۴:۵۲:۴۵                          | کامل | 78.1N 28.3E              | ۰٫۸۹۲۵  | ۱٫۰۳۰۳ | ۲۳۰        | ۱ دقیقه و ۴۶ ثانیه      |      |
| ۱۳۰   | ۶۴  | ۱۸ ژوئیه ۲۲۳۲               | ۲۲:۰۴:۵۶                          | کامل | 72.4N 33.4W              | ۰٫۹۷۱۷  | ۱٫۰۲۲۹ | ۳۴۸        | ۱ دقیقه و ۱۴ ثانیه      |      |
| ۱۳۰   | ۶۵  | ۳۰ ژوئیه ۲۲۵۰               | ۵:۱۸:۲۵                           | جزئی | 62.9N 124.7W             | 1.049   | 0.9114 |            |                         |      |
| ۱۳۰   | ۶۶  | ۹ اوت ۲۲۶۸                  | ۱۲:۳۲:۰۵                          | جزئی | 62.2N 118E               | 1.1254  | 0.7684 |            |                         |      |
| ۱۳۰   | ۶۷  | ۲۰ اوت ۲۲۸۶                 | ۱۹:۴۸:۲۲                          | جزئی | 61.7N 0.2E               | 1.1987  | 0.6322 |            |                         |      |
| ۱۳۰   | ۶۸  | ۱ سپتامبر ۲۳۰۴              | ۳:۰۷:۴۰                           | جزئی | 61.4N 118.2W             | 1.2684  | 0.5038 |            |                         |      |
| ۱۳۰   | ۶۹  | ۱۲ سپتامبر ۲۳۲۲             | ۱۰:۳۲:۰۶                          | جزئی | 61.1N 122.2E             | 1.3328  | 0.3865 |            |                         |      |
| ۱۳۰   | ۷۰  | ۲۲ سپتامبر ۲۳۴۰             | ۱۸:۰۱:۳۴                          | جزئی | 61.1N 1.4E               | 1.3925  | 0.2793 |            |                         |      |
| ۱۳۰   | ۷۱  | ۴ اکتبر ۲۳۵۸                | ۱:۳۶:۳۹                           | جزئی | 61.1N 120.7W             | 1.4464  | 0.1835 |            |                         |      |
| ۱۳۰   | ۷۲  | ۱۴ اکتبر ۲۳۷۶               | ۹:۱۸:۲۸                           | جزئی | 61.4N 115.4E             | 1.4941  | 0.1003 |            |                         |      |
| ۱۳۰   | ۷۳  | ۲۵ اکتبر ۲۳۹۴               | ۱۷:۰۷:۱۳                          | جزئی | 61.8N 10.3W              | 1.5351  | 0.0298 |            |                         |      |